# Vịnh Mont-Saint-Michel
Vịnh Mont-Saint-Michel' (tiếng Pháp: baie du Mont-Saint-Michel, tiếng Breton: Bae Menez-Mikael) là một vịnh nằm giữa Bretagne và bán đảo Cotentin của Normandy. Nó là thành viên của Câu lạc bộ những vịnh đẹp nhất thế giới và đã được UNESCO công nhận là Di sản thế giới. Do sự chênh lệch đáng kể của thủy triều ở khu vực này mà phần lớn bề mặt của vịnh được nhìn thấy khi thủy triều rút xuống. Trong vịnh có hai đảo đá granit là Tombelaine và Mont-Saint-Michel. Vịnh là môi trường sống của nhiều loài chim biển và hải cẩu cảng biển.